# Palmer i snön
Palmer i snön (spanska: Palmeras en la nieve) är en spansk romantisk dramafilm från 2015 regisserad av Fernando González Molina. Filmen är baserad på Luz Gabás bok med samma namn.
Filmen var nominerad till pris i fem kategorier vid 30:e upplagan av filmpriset Goya och vann pris för bästa scenografi och bästa sång.

## Handling
Kilian är en ung man som 1954 lämnar bergen i Huesca i Spanien för att återvända till ön Fernando Pó (dagens Bioko) i Spanska Guinea där han föddes. Han ansluter sig till sin far Antón och sin bror Jacobo som spansk kolonisatör i en kakaoplantage.
2003 hittar Clarence en ledtråd i ett gammalt brev och hon påbörjar jakten för att upptäcka vad som dolts i sin far Jacobos och farbror Kilians förflutna.

## Rollista

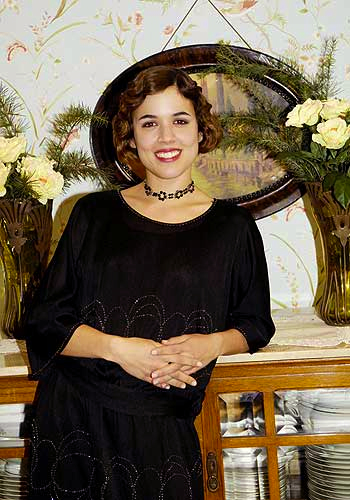
Adriana Ugarte spelar Clarence

- Mario Casas – Kilian
- Adriana Ugarte – Clarence
- Macarena García – Julia
- Alain Hernández – Jacobo
- Laia Costa – Daniela
- Emilio Gutiérrez Caba – Antón
- Berta Vázquez – Bisila
- Daniel Grao – Manuel
- Fernando Cayo – Garuz
- Celso Bugallo – äldre Kilian
- Petra Martínez – äldre Julia

## Produktion
Filmen spelades in på Kanarieöarna, Huesca och Colombia.